# Antoni Palau i Vila
Antoni Palau i Vila (Torrefarrera, 4 de setembre de 1963 - 27 de juny de 2017) fou un futbolista català, que ocupava la posició de migcampista.

## Trajectòria
Palau va ser un dels jugadors més representatius de la UE Lleida de la dècada dels vuitanta i dels noranta. Va ser una de les peces clau de l'equip lleidatà a l'hora d'ascendir primer a Segona Divisió i posteriorment, a la màxima categoria, amb Mané.
En primera divisió, la temporada 93/94, el de Torrefarrera va disputar només sis partits, a causa de les lesions. Encara va romandre dos anys més amb els catalans, després del descens a Segona, tornant de nou a ser-hi titular, fins a la seua marxa el 1996. Ha estat el jugador que més vegades ha vestit la samarreta del club en les 15 temporades que va estar-s'hi.